# Mirabello
Mirabello – miejscowość i gmina we Włoszech, w regionie Emilia-Romania, w prowincji Ferrara.
Według danych na rok 2004 gminę zamieszkiwały 3334 osoby, 208,4 os./km².
1 stycznia 2017 gmina przestała istnieć.